# Каменный век
Каменный век — археологический термин, обозначающий обширный период человеческого развития, предшествующий эпохе металлов.
В I веке до н. э. Тит Лукреций Кар предположил, что эпохе металлов предшествовало время, когда основным оружием и орудием человека были камни. Идея о выделении каменного века была предложена французским антикваром Никола Мауделем в 1734 году. Предложение было научно обосновано датским археологом Томсеном в 1836 году, который выделил в периоде развития человечества три культурно-исторические эпохи: каменный, бронзовый и железный века. В 1860-х годах английский учёный Джон Леббок разделил каменный век на две эпохи — палеолит и неолит. В конце 1860-х французский археолог Г. Мортилье разработал более дробную периодизацию (шелльская, мустьерская, солютрейская, ориньякская, мадленская, робенгаузенская).
Однако в различных регионах земного шара человечество развивалось неравномерно. Каменные орудия в некоторых культурах продолжали широко использоваться даже в эпоху металлов. Иногда параллельно с использованием металлических инструментов и оружия для некоторых видов изделий, например, для наконечников стрел, продолжал применяться камень. Поэтому лучше использовать термин «каменные века», чем «каменный век» для обозначения данного периода. Временной период начала и завершения каменного века также является спорным.
Каменные орудия изготавливались из различных видов камня. Так, кремень и известняковые сланцы использовались в качестве режущих инструментов и оружия, а из базальта и песчаника изготовлялись рабочие инструменты, например, камни для ручных мельниц. Также получили широкое использование древесина, кости, скорлупа, олений рог.
В данном периоде широкое использование технологий впервые значительно повлияло на человеческую эволюцию. Ареал человека расширился от саванн Восточной Африки до всех уголков остального мира. В конце каменного века произошло одомашнивание некоторых диких животных и началась выплавка медной руды для производства металла. Каменный век относится к доисторическому периоду человеческого развития, так как в это время человечество ещё не научилось писать (что характеризует традиционное начало исторического летосчисления).

## Появление научных представлений
Древние каменные орудия люди находили издавна, однако долго было не вполне ясно, что это за предметы. В народе их называли «громовыми стрелами». Ещё в конце XVI века итальянский натуралист Мишель Меркати писал, что это каменное оружие древних людей, однако его работа об этом была опубликована лишь в начале XVIII века. Позже Эдвард Ллуйд и Антуан де Жюссьё обратили внимание на сходство каменных орудий американских индейцев с аналогичными предметами, находимыми в Европе. Бернар де Монфокон в своей работе «Древность изъяснённая и представленная в рисунках» (Antiquité expliquée et représentée en figures), опубликованной в 1717—1719 годах, ссылаясь на древних авторов, доказывал, что предметы, найденные в 1685 году в древнем захоронении в Кошереле, являются каменными топорами. Но даже в первой половине XIX века, когда Жак Буше де Перт выдвинул гипотезу, что грубо обработанные орудия (ручные рубила), которые были найдены вместе с костями ископаемых животных плейстоцена, принадлежали к весьма отдалённому периоду, значительно более древнему, чем время появления кельтов, к ней сначала отнеслись с презрением.

## Каменный век в археологии
Точные даты этого периода являются неопределёнными, спорными и зависят от конкретного региона. Однако, можно говорить о каменном веке в целом как о периоде для всего человечества, хотя в некоторых культурах до настоящего времени не появилась металлургия, пока они не столкнулись с влиянием более технологически развитых цивилизаций. Тем не менее, в целом этот период начался около 3 млн лет назад, начиная с первого гоминида, жившего в Африке, который догадался использовать каменный инструмент для решения бытовых задач. Большинство австралопитеков, вероятно не использовали каменные орудия, хотя их культура также изучается в рамках данного периода.
Так как до нашего времени преимущественно дошли только каменные находки, то на их основе ведутся археологические исследования всего периода. Археологи проводят различные измерения каменных орудий, чтобы определить их типологию, назначение и технологическое использование. Нередко инструменты каменного века доходят до нас в полуразрушенном состоянии, раздел экспериментальной археологии занимается их восстановлением или созданием копий.

### Современное использование термина
Одна из проблем в использовании термина «каменный век» заключается в том, что судить об уровне развития доисторических сообществ можно только на основании сохранившихся каменных орудий, а не по типу и сложности устройства общественной организации, источников получения продовольствия или адаптации к суровому климату. Это вытекало из археологических методов, которые применялись в XIX веке, когда и была разработана трёхвозрастная историческая система. Главная цель тех методов заключалась в проведении максимального количества археологических раскопок для нахождения каменных орудий. Современные методы археологии основываются на куда более широком сборе информации, которая значительно расширила наши знания о тех доисторических временах и позволила понять, что даже в древние времена в человеческом обществе имелась сложная организационная система, что делает термин «каменный век» в его современном понимании устаревшим для обозначения указанного временного периода. Теперь нам известно, что на развитие древних сообществ оказывало влияние множество различных факторов, таких как сельское хозяйство, религия или организованные поселения, а каменные орудия были одним из инструментов, которые в настоящее время не могут полностью отражать уровень развития древнего общества, его верования и быт.
Ещё одна проблема, связанная с понятием каменного века заключается в том, что термин был создан для описания археологической культуры древней Европы, и что его нельзя применить в отношении других регионов мира, таких как Северная и Южная Америка, Океания, где племена земледельцев или охотников-собирателей использовали камень вплоть до их европейской колонизации. Также использование металлов в жизни древних людей носило куда менее важный характер, чем принято думать, и термины Медный, Бронзовый и Железный века являются не совсем приемлемыми для обозначения данных периодов человеческой истории. Так, например в то время, когда во всем мире активно использовались изделия из железа, в Америке железо было неизвестно вплоть до 1492 года (в ходу были медь, серебро и золото), а в Океании до XVII века.
Следующий после каменного века бронзовый стал временной эпохой, в течение которой люди научились изготавливать бронзовые инструменты из меди и олова и использовать их в повседневной жизни. Переход из каменного века в бронзовый для большей части человечества, которое жило в Европе, Азии и Северной Африке, произошёл в период с 6 до 2,5 тыс. лет до н. э. Однако, в некоторых регионах земного шара, таких как Центральная и Южная Африка каменный век непосредственно перешёл в железный. Обычно считается, что на Ближнем Востоке и в Юго-Восточной Азии каменный век завершился около 6 тыс. лет до н. э., а в Европе и остальных странах Азии около 4 тыс. лет до н. э. Однако, культура Инков в Южной Америке жила на уровне каменного века вплоть до 2 тыс. лет до н. э., когда золото, медь и серебро вошли в обиход и стали использоваться повсеместно. Австралия оставалась в каменном веке вплоть до XVII века н. э.
Также мы знаем о том, что переход от каменного века в бронзовый был не единовременным, а занимал достаточно долгое время. Переход осуществлялся началом использования золота и меди, что было подтверждено в находках неолитических поселений. Этот переходный период известен как Медный век или Энеолит. Он был коротким и протекал только в отдельных регионах, потому что бронзовый сплав появился и стал распространяться довольно быстро, как только началась выплавка меди. Например, у найденной ледяной мумии Эци приблизительно 33 века до н. э. были обнаружены как медный топор и нож, так и кремень, что говорит о соседстве в одном времени технологий каменного и медного веков. Совместное использование каменных и металлических орудий продолжалось вплоть до раннего Средневековья. В Европе и Северной Америке каменные жернова употреблялись вплоть до конца XX века, а во многих регионах используются и по сей день.

## Хронология

### Палеолит
Период древнейшей истории человечества, захватывающий временную эпоху с момента выделения человека из животного состояния и появления первобытно-общинного строя до окончательного отступления ледников. Термин был придуман археологом Джоном Лаббоком в 1865 году. В палеолите человек начал использовать каменные орудия в своей повседневной жизни. Каменный век охватывает большую часть истории человечества (около 99 % времени) на земле и начинается 2,5, или 2,6 млн. лет назад. Каменный век характеризуется появлением каменных инструментов, сельского хозяйства и завершением плейстоцена около 10 тыс. лет до н. э. Эпоха Палеолита заканчивается с наступлением Мезолита, который в свою очередь завершился неолитической революцией.
Во времена палеолита люди жили вместе в небольших общинах, таких как племена и занимались собиранием растений и охотой на диких животных. Палеолит характеризуется использованием преимущественно каменных орудий, хотя также применялась древесина и костяные инструменты. Природные материалы адаптировались человеком для использования их в качестве инструментов, так были в ходу кожа и растительные волокна, но, учитывая их недолговечность они не смогли сохраниться до наших дней. Человечество в течение палеолита постепенно эволюционировало от ранних представителей рода Homo, таких, как Homo habilis, которые использовали простые каменные орудия до анатомически современного человека (Homo sapiens sapiens). В конце Палеолита, во время т. н. Среднего и Верхнего Палеолита люди начали создавать первые произведения искусства и стали заниматься религиозными и духовными обрядами, такими как захоронение мёртвых и религиозные ритуалы. Климат во времена палеолита включал ледниковые и межледниковые периоды, в которых климат периодически изменялся от тёплых до холодных температур.
См. также: Антропогенез

#### Ранний палеолит
Период, начавшийся с конца эпохи плиоцена, в котором началось первое использование каменных орудий предками современного человека Homo habilis. Это были сравнительно простые инструменты, известные как колуны. Homo habilis освоили каменные орудия в эпоху Олдувайской культуры, которые использовались в качестве рубил и каменных сердечников. Эта культура получила своё название в честь места, где были найдены первые каменные инструменты — Олдувайского ущелья в Танзании. Живущие в эту эпоху люди существовали преимущественно за счёт мяса умерших животных и собирательства дикорастущих растений, так как охота в это время не была ещё распространена. Около 1,5 млн лет назад появился более развитый человеческий вид — Homo erectus. Около 1 млн лет назад человек освоил Европу и начал использовать каменные топоры.

##### Культуры раннего палеолита
Африка: 2,5—1 млн лет назад:
- Олдувайская культура 2,5—1 млн лет назад
- Ашёльская культура 1,76 млн — 150/120 тыс. лет назад
- Сангойская культура

Европа: 1,2 млн — 600 тыс. лет назад:
- Аббевильская культура 1,5 млн — 600 тыс. лет назад
- Альташейленская культура 600—350 тыс. лет назад
- Жунгашейленская культура 350—150 тыс. лет назад
- Спаташейленская культура 150—100 тыс. лет назад

#### Средний палеолит
Период начался около 200 тыс. лет назад и является наиболее изученной эпохой, в течение которой жили неандертальцы (120—35 тыс. лет назад). Наиболее известные находки неандертальцев относятся к мустьерской культуре. В конце концов неандертальцы вымерли и были заменены анатомически современными людьми, которые впервые появились в Африке около 300 тыс. лет назад, на что указывают находки из марокканского Джебель-Ирхуд, которые вместе с черепом из Флорисбада включают в особую группу ранних представителей человека разумного Homo sapiens clade. Несмотря на то, что культура неандертальцев считается примитивной, есть данные, что они чтили своих стариков и практиковали ритуалы погребения, которые организовывались всем племенем. В это время произошло расширение ареала людей и заселения ими неосвоенных территорий, таких как Австралия и Океания. Народы Среднего Палеолита демонстрируют неопровержимые доказательства, что у них начало преобладать абстрактное мышление, выраженное, например в организованном захоронении умерших.
В 1997 году на основании анализа ДНК первого неандертальца учёные Мюнхенского университета сделали вывод — различия в генах слишком велики, чтобы считать неандертальцев предками кроманьонцев (то есть современных людей). Эти выводы были подтверждены ведущими специалистами из Цюриха, а позже и всей Европы и Америки.
В течение некоторого времени (35—45 тысяч лет) неандертальцы и кроманьонцы сосуществовали и враждовали. В частности, на стоянках и неандертальцев, и кроманьонцев были обнаружены обглоданные кости другого вида. В частности этого мнения придерживается профессор Бордосского Университета Жан-Жак Юблен.

##### Культуры среднего палеолита
Европа:
- Микокская культура 125—38 тыс. лет до н. э.
- Мустьерская культура 125—38 тыс. лет до н. э.
- Блатспицценская группа культур 50—35 тыс. лет до н. э.
- Атерийская культура 40—18 тыс. лет до н. э.
- Иберо-мавританская культура (эпипалеолит) 17—8 тыс. лет до н. э.

#### Верхний палеолит
Около 35—10 тыс. лет назад завершился последний ледниковый период и современные люди в течение данного периода расселились по всей Земле. После появления первых современных людей в Европе (кроманьонцев) произошёл относительно быстрый рост их культур, наиболее известные из которых: Шательперонская, Ориньякская, Солютрейская, Граветтская и Мадленская, Селетская археологические культуры.
Северная и Южная Америка были колонизированы людьми через существовавший в древности Берингов перешеек, который был позже затоплен повышением уровня мирового океана и превратился в Берингов пролив. Древние люди Америки, палеоиндейцы скорее всего сформировались в самостоятельную культуру около 13,5 тыс. лет назад. В целом, на планете стали преобладать сообщества охотников-собирателей, которые использовали различные типы каменных инструментов в зависимости от региона.

##### Культуры верхнего палеолита
- Ориньякская культура:

Франция и Испания 30—25 тыс. лет до н. э.
- Шательперонская культура/Граветтская культура 35—30 тыс. лет до н. э.
- Граветтская культура 26—19 тыс. лет до н. э.
- Солютрейская культура (Испания и Франция) 19—16 тыс. лет до н. э.
- Мадленская культура

Германия 13—9,5 тыс. лет до н. э.:
- Гамбургская культура 13—12 тыс. лет до н. э.
- Федермессерская группа культур 11—8,7 тыс. лет до н. э.
- Броммовская культура 9,7—9 тыс. лет до н. э.
- Аренсбургская культура 9,5—8,5 тыс. лет до н. э.

Дания:
- Гамбургская культура 13—10 тыс. лет до н. э.
- Лингбинская культура 10,7—10 тыс. лет до н. э.
- Броммовская культура 11,7—9 тыс. лет до н. э.
- Аренсбургская культура 9—8 тыс. лет до н. э.

Северная Америка:
- Культура Кловис 11—10 тыс. лет до н. э.

### Мезолит
Период между палеолитом и неолитом, X—VI тысяч лет до нашей эры. Период начался с завершения последнего ледникового периода и продолжался до повышения уровня мирового океана, что вызвало для людей необходимость адаптироваться к окружающей обстановке и находить новые источники своего пропитания. В этом периоде появились микролиты — миниатюрные каменные инструменты, которые значительно расширили возможности применения камня в повседневной жизни древних людей. Однако, термин «мезолит» также используется и в качестве обозначения каменных инструментов, которые были привезены в Европу из Древнего Ближнего Востока. Микролитические инструменты значительно повысили эффективность охоты, а в более развитых поселениях (например, Лепенский Вир) использовались также и для рыбалки. Вероятно, в этой временной эпохе произошло приручение собаки в качестве помощника на охоте.
Первое известное сражение в истории человечества произошло в период мезолита на плато в Египте, известном как Кладбище 117.

#### Культуры мезолита
Германия:
- Бюренская культура 7,7—5,8 тыс. лет до н. э.
- Культура Маглемозе:
  - Культура Дуфензее 7—5,8 тыс. лет до н. э.
  - Олдесроерская группа 6—5 тыс. лет до н. э.

Дания:
- Культура Маглемозе 8,3—6 тыс. лет до н. э.
- Гуденская культура 8—4 тыс. лет до н. э.
- Клостерлиндская культура 8—5 тыс. лет до н. э.
- Культура Конгемозе 6—5,2 тыс. лет до н. э.
- Эртебёльская культура 5,2—3 тыс. лет до н. э.

Северная Скандинавия:
- Культура Фосна-Хенсбака 9—2 тыс. лет до н. э.
- Культура Комса 8—3 тыс. лет до н. э.
- Аскольская культура с 7,5 тыс. лет до н. э.

Франция:
- Совтерская культура 8—4 тыс. лет до н. э.
- Тарденуазская культура 4,5—3,5 тыс. лет до н. э.
- Кампинийская культура с 4 тыс. лет до н. э.

Испания:
- Азильская культура 8,5—5 тыс. лет до н. э.
- Астурийская культура 8,5—5 тыс. лет до н. э.

Северная Африка:
- Натуфийская культура 12—7 тыс. лет до н. э.
- Капсийская культура 9—3 тыс. лет до н. э.

### Неолит
Новый каменный век характеризовался появлением сельского хозяйства и скотоводства во время так называемой неолитической революции, развитием гончарного ремесла и появлением первых крупных поселений людей, таких как Чатал-Гуюк и Иерихон. Первые культуры неолита появились около 7000 лет до н. э. в зоне так называемого «плодородного полумесяца». Сельское хозяйство и культура распространились в Средиземноморье, долине Инда, Китае и странах Юго-Восточной Азии.
Увеличение численности населения привело к возрастанию потребности в растительной пище, что способствовало быстрому развитию сельского хозяйства. При ведении сельскохозяйственных работ стали применяться каменные инструменты для обработки почвы, а при сборе урожая начали использоваться приспособления для жатвы, измельчения резки растений. Впервые начали строиться крупномасштабные каменные сооружения, такие как башни и стены Иерихона или Стоунхендж, что демонстрирует появление в неолите значительных людских и материальных ресурсов, а также форм сотрудничества между большими группами людей, которые позволяли вести работы над крупными проектами. В какой-то степени данное явление заложило основу в развитии социальной иерархии и появлению элит. Хотя некоторые общества Позднего Неолита формировались в качестве племён со сложной иерархией (например, культура древних Гавайских островов), большинство человеческих сообществ неолита были сравнительно простыми и не имели элиты. В целом, в неолитических культурах было заметно больше иерархических сообществ, чем в предшествующих им палеолитических культурах охотников-собирателей. В эпоху неолита появилась регулярная торговля между различными поселениями, люди начали перевозить товары на значительные расстояния (многие сотни километров). Поселение Скара-Брей, расположенное на Оркнейских островах недалеко от Шотландии является одним из лучших примеров неолитической деревни. В поселении использовались каменные кровати, полки и даже помещения для туалетов.

#### Культуры неолита
Западная Европа, Центральная Европа и Северная Европа:
- Культура линейно-ленточной керамики 5,5—4,5 тыс. лет до н. э.
- Культура насечковой керамики 4,9—4,5 тыс. лет до н. э.
- Эртебёльская культура 5—4,3 тыс. лет до н. э.
- Рёссенская культура 4,6—4,3 тыс. лет до н. э.
- Культура Мишеля Берже 4,93—3,85 тыс. лет до н. э.
- Культура воронковидных кубков 4,3—2,7 тыс. лет до н. э.
- Культура шарообразных амфор 3,1—2,7 тыс. лет до н. э.
- Культура боевых топоров 2,8—2,4 тыс. лет до н. э.
- Культура колоколовидных кубков 2,5—2,2 тыс. лет до н. э.
- Культура кинжалов 2,3—1,6 тыс. лет до н. э.

Дания:
- Поздняя Эртебёльская культура 3—2 тыс. лет до н. э.
- Культура боевых топоров 3—2,5 тыс. лет до н. э.
- Культура кинжалов 2,5—1,6 тыс. лет до н. э.

Швеция и Норвегия:
- Культура боевых топоров 2,8—2,3 тыс. лет до н. э.

Франция:
- Шассейская культура 4,6—2,4 тыс. лет до н. э.
- Тарденуазская культура 4,5—3,5 тыс. лет до н. э.

Швейцария:
- Культура антропогенного воздействия человека, от 6,9 тыс. лет до н. э. (вырубка лесов, выращивание льна и зерновых культур)
- Лахугитская группа 5,8—5,1 тыс. лет до н. э.
- Культура Кортайо 4—3,5 тыс. лет до н. э.
- Пфинская культура 3,9—3,5 тыс. лет до н. э.
- Хоргенская культура 3,3—2,8 тыс. лет до н. э.
- Культура боевых топоров 2,8—2,3 тыс. лет до н. э.
- Культура колоколовидных кубков 2,5—2,2 тыс. лет до н. э.

Россия:
- Орловская культура конец 7-го — 6-е тысячелетие до н. э. (степная зона Поволжья)

### Энеолит
Переходная эпоха, так называемый «медный век», сменяющая каменный век бронзовым.

## Материальная культура

### Питание
Источниками продовольствия людей в каменном веке служили животные и растения на территории распространения человека. Люди употребляли мясо и внутренние органы животных, в том числе печень, почки и мозг. Молочные продукты и растительные продукты, богатые углеводами, такие как бобовые и зерновые крупы люди употребляли мало. В пищу использовались листья и корни растений, хотя в конце каменного века начало появляться скотоводство. Также, задолго до сельскохозяйственной революции неолита увеличилось потребление бобовых растений, о чём говорят археоботанические находки в Израиле. Более того, последние данные свидетельствуют о том, что люди начали обрабатывать и употреблять в пищу дикие зерновые культуры более 23 тыс. лет назад в верхнем палеолите.
Первое появление вина, возможно, имело место у древних людей в палеолите, когда они выжимали сок из дикого винограда в кожаных мешках или деревянной посуде. Уильям Коск Новости журнала National Geographic

### Места жительства и среда обитания
Примерно 2 миллиона лет назад люди впервые начали строить антропогенные структуры в Восточной Африке, сооружаемые с помощью простейших механизмов из камней и ветвей деревьев. Около 500 тыс. лет назад люди начали использовать каменное колесо для возведения своих сооружений. Некоторые из сооружений этого периода были обнаружены близ Ниццы во Франции. Места обитания человека в каменном веке были обнаружены по всему земному шару, в том числе:
- Палаточные структуры внутри пещеры недалеко от Грота Лазарета в Ницце во Франции.
- Структуры с крышей из дерева, найденные в Дольни-Вестонице в Чехословакии возрастом около 23 тыс. лет до н. э. Стены были изготовлены из камней и глины, упакованной в виде блоков.
- Во многих хижинах древних людей в Восточной Европе и Сибири были найдены кости мамонта, что предполагает обитание в них людей. Такие поселения обнаружены в долине реки Днепр на Украине, а также вблизи Чернигова, в Моравии, в Чехии и на юге Польши.
- Останки животных в палаточных структурах возрастом около 15—10 тыс. лет до н. э. Мадленской археологической культуры были обнаружены на плато Паран во Франции.
- Могила эпохи мезолита на несколько захоронений и дольмен с остатками одного человека были обнаружены в Граве. Аналогичные структуры эпохи Неолита были обнаружены по всей Европе и Азии. В могилах были найдены медные и бронзовые инструменты, что наглядно демонстрирует проблему определения точного периода каменного века.

### Искусство
Доисторическое искусство можно проследить только по сохранившимся находкам каменного века. Сведения о музыкальной культуре первобытных людей можно получить на основе сохранившихся первобытных музыкальных инструментов, а данные об изобразительном искусстве на основе наскальной живописи, к которой относятся петроглифы и наскальные росписи. Неизвестно, выполняло ли доисторическое искусство религиозную функцию. Древние люди во время своих ритуалов исполняли танцы, пели песни и играли на различных музыкальных инструментах.

### Религия
Современные исследования и углублённый анализ находок каменного века свидетельствуют о существовании обрядов и верований у людей в доисторические времена. Деятельность людей каменного века выходила за рамки удовлетворения насущных потребностей, таких как пропитание, поиск жилья и изготовление одежды. В древние времена практиковались обряды, касающиеся смерти и погребения человека, хотя они сильно различались у отдельных культур. В каменном веке по всей видимости начала распространяться культура танца, которой сопровождались все обряды.
Древние люди уже во времена Среднего Палеолита, по всей видимости хоронили своих мёртвых. Для украшения тела усопшего и его могилы использовались краски из яркой пыльцы растений, охра и многие другие средства. В каменном веке начали формироваться идеи о жизни после смерти и религиозные чувства людей. Также проводились ритуалы связанные с призыванием дождя, подготовкой к охоте, лечением больных.

### Обмен иторговля
Обмен продовольствия, различных материалов и инструментов был распространён ещё у самых ранних культур каменного века. Также проводилась торговля с поселениями, находящимися на больших расстояниях друг от друга. Находки каменных орудий, украшений, материалов для производства оружия, а также других изделий помогли определить места прохождения торговых маршрутов древности. С появлением иерархического устройства общества, знать и вожди племён получали часть прибыли от торговли собственного племени. Однако, даже в конце каменного века торговля велась примитивными способами, первобытные люди не сообщали своим соплеменникам о продаваемых или обмениваемых товарах.

## Популярная культура
Как жаргонный термин, «каменный век» иногда используется для обозначения народов, ведущих племенной образ жизни и подразумевающий их большую технологическую отсталость. Обозначение уровня жизни отдельных народов данным термином может быть использовано технологически развитыми цивилизациями в качестве предлога для захвата у таких народов земли и других полезных ресурсов.
Все учёные-антропологи согласны с тем, что негативное использование терминов «примитивные» и «живущие в каменном веке» для обозначения народов, ведущих племенной образ жизни, имеет серьёзные последствия для их дальнейшего развития.
Новости BBC
Термин «пещерный человек» обычно ассоциируется с каменным веком. Например, в 2003 году вышел документальный цикл, описывающий эволюцию человека от каменного века и пещерных людей до современного состояния. Также во многих мультфильмах, фильмах и компьютерных играх, таких как «Флинстоуны» и «Миллион лет до нашей эры» показывается сосуществование древних людей и динозавров, хотя динозавры вымерли за десятки миллионов лет до появления людей.
Каменный век широко используется в литературе, например в книге «Дети земли» из серии писателя Джин Ауэл, которая основывается на археологических выводах о жизни людей в эпоху палеолита. В 1981 году вышел фильм «Борьба за огонь» режиссёра Жан-Жака Анно по одноимённому роману Рони-старшего, рассказывающий историю о племени древних людей, потерявших тщательно хранимый огонь, и нашедших вновь, но уже технологию его добычи.
Фраза «вбомбить в каменный век» была сказана начальником штаба ВВС США генералом Кёртисом ЛеМеем, когда в 1965 году он сделал заявление о северных вьетнамцах во время вьетнамской войны: «Они должны прекратить свою агрессию или мы собираемся вбомбить их обратно в каменный век». Суть этого заявления подразумевала массированные воздушные бомбардировки с целью полного уничтожения инфраструктуры противника с целью полностью лишить его возможности использовать современные технологии.
В переносном значении термин «каменный век» может использоваться для обозначения любой устаревшей технологии, стиля, методологии и т. п., например: «Лампы — это каменный век электроники», или «Использовать оператор GOTO — это стиль каменного века!»